# اسماعیل الفاروقی
اسماعیل راجی الفاروقی (عربی: إسماعيل راجي الفاروقي‎؛ [ʔisˈmæːʕiːl ˈɾaːdʒiː ɪl.fɑːˈɾuːqiː]؛ ۱ ژانویه ۱۹۲۱ - ۲۷ مه ۱۹۸۶) یک فیلسوف و دانشمند مسلمان فلسطینی-آمریکایی بود که مطالعات بسیاری در مطالعات اسلامی و گفتگوهای بین دینی انجام داد. او چندین سال در دانشگاه الازهر در قاهره تحصیل کرد و در دانشگاه‌های آمریکای شمالی، از جمله دانشگاه مک‌گیل در مونترال، کانادا، تدریس کرد. الفاروقی استاد دین در دانشگاه تمپل بود، جایی که او برنامه مطالعات اسلامی را تأسیس و مدیریت کرد. او همچنین مؤسس مشترک مؤسسه بین‌المللی اندیشه اسلامی (IIIT) بود. الفاروقی بیش از ۱۰۰ مقاله و ۲۵ کتاب نوشت، از جمله اخلاق مسیحی: تحلیلی تاریخی و نظام‌مند از ایده‌های غالب آن (۱۹۶۷) و التوحید: پیامدهای آن برای اندیشه و زندگی (۱۹۸۲)، که موضوعات تفکر اسلامی، اخلاق و توحید را بررسی می‌کند.

## زندگی و تحصیلات اولیه
الفاروقی در یافا در فلسطین تحت قیمومت بریتانیا به دنیا آمد. پدرش، عبدالهدا الفاروقی، یک قاضی اسلامی بود. الفاروقی آموزش مذهبی اولیه خود را در خانه و مسجد محلی دریافت کرد. تأثیرات پدرش نقشی بزرگ در تربیت مذهبی و اخلاقی او داشت. در سال ۱۹۳۶، او به کالج دومینیکن فرانسه Collège des Frères de Jaffa رفت.
در سال ۱۹۴۲، او به عنوان مدیر ثبت انجمن‌های تعاونی تحت حکومت فلسطین قیمومت بریتانیا در اورشلیم منصوب شد. در سال ۱۹۴۵، او فرماندار منطقه الجلیل شد. پس از جنگ 1948 عرب‌ها و اسرائیل، الفاروقی به بیروت، لبنان مهاجرت کرد و در دانشگاه آمریکایی بیروت تحصیل کرد. در این دانشگاه، او تحت تأثیر جنبش‌های ملی‌گرای عرب و اندیشمندان مسیحی ملی‌گرای عربی مانند کنستانتین زریق، نبیه امین فارس و نیکولا زیاده قرار گرفت که به رشد عقاید ملی‌گرایانه او کمک کرد. محیط دانشگاهی در AUB شامل سخنرانی‌ها و دوره‌های اجباری بود که بر مدرنیته غربی تأکید داشت و بر رشد فکری او تأثیر گذاشت.

## دوره‌ی حرفه‌ای دانشگاهی
در سال ۱۹۵۸، الفاروقی یک موقعیت مدعو در دانشگاه مک‌گیل در بخش دین دریافت کرد و به مؤسسه مطالعات اسلامی مک‌گیل به دعوت بنیان‌گذار آن ویلفرد کانتول اسمیت پیوست و از سال ۱۹۵۸ تا ۱۹۶۱ در کنار او تدریس کرد. در این دوران، او با الهیاتی مسیحی و یهودیت آشنا شد و با فیلسوف پاکستانی فضل‌الرحمن آشنا شد. فضل‌الرحمن این دوره را برای پیشرفت نگرش‌های تطبیقی الفاروقی در مطالعات دینی و گفتگوهای بین دینی بسیار مهم می‌دانست.
در سال ۱۹۶۱، فضل‌الرحمن ترتیب موقعیت مدعو دو ساله‌ای برای الفاروقی در مؤسسه تحقیقات اسلامی کراچی فراهم کرد که در آنجا به عنوان استاد مهمان تا سال ۱۹۶۳ خدمت کرد. این تجربه برای درک فرهنگ‌های متنوع اسلامی او مفید بود و نقش بزرگی در نظریه‌های بعدی او در زمینه دین‌شناسی تطبیقی و فرادین ایفا کرد.
در سال ۱۹۶۴، الفاروقی به ایالات متحده بازگشت و به عنوان استاد مدعو در دانشگاه شیکاگو و استاد مدعو در دانشگاه سیراکیوز فعالیت کرد.

## فلسفه و اندیشه

### اندیشه‌های اولیه: عرب‌گرایی
الفاروقی در ابتدا تمرکز خود را بر عرب‌گرایی یا عروبه قرار داد. او معتقد بود که عروبه هویت مرکزی است که همه مسلمانان را به عنوان یک امت واحد متحد می‌کند و زبان عربی برای درک کامل تعالیم اسلامی ضروری است. ابتدا تمرکز بر عرب‌گرایی به عنوان هسته‌ی وحدت مسلمانان داشت، اما تجاربش در خارج او را به سمت یک هویت اسلامی گسترده‌تر سوق داد.

### تغییر به اسلام‌گرایی
در سال‌های بعدی، دیدگاه‌های الفاروقی تغییر یافت و او به سمت یک هویت اسلامی وسیع‌تر حرکت کرد و عرب‌گرایی را کمتر از قبل به عنوان محور اصلی اندیشه خود در نظر گرفت. او خود را به عنوان یک مسلمان که تصادفاً عرب است توصیف کرد.

### دیدگاه‌های توحید
الفاروقی توحید را به عنوان اصلی که هویت تمدن اسلامی را می‌سازد و همه عناصر آن را به هم پیوند می‌دهد تعریف کرد و اعتقاد داشت که این اصل به تمدن اسلامی انسجام می‌بخشد و آن را از عناصر بی‌روح جدا می‌کند.

### فرادین
الفاروقی در تلاش بود تا اصولی از فرادین بر پایه عقل و منطق بسازد که بر اساس استانداردهای جهانی به ارزیابی دین‌ها بپردازد. او مفهوم دین طبیعی را به عنوان پایه‌ای برای فهم مشترک بین ادیان مطرح کرد.

### دین‌شناسی تطبیقی
الفاروقی در زمینه دین‌شناسی تطبیقی، به دنبال رویکردی احترام‌آمیز به تعامل بین سنت‌های مذهبی بود. او روش‌های تفسیر و چارچوب‌های نظری بین اسلام و مسیحیت را بررسی کرد و به شناسایی ارزش‌هایی پرداخت که می‌توانند به عنوان پایه‌ای برای گفتگوهای بین دینی استفاده شوند.

### اسلامیزه‌سازی دانش
الفاروقی در مفهوم‌سازی "اسلامیزه‌سازی دانش" یا پیوند دادن اصول اسلامی با علوم مدرن نقش کلیدی داشت. او معتقد بود که دانش اسلامی باید در پاسخ به چالش‌های مدرن بازنگری شود.

## انتقاد از صهیونیسم
الفاروقی از منتقدین صهیونیسم بود و آن را ناسازگار با یهودیت به دلیل ایدئولوژی ملی‌گرایانه‌اش می‌دانست. او باور داشت که نظام اسلامی می‌تواند به یهودیان امکان دهد که بر اساس قوانین خودشان در جامعه اسلامی زندگی کنند.

## دستاوردهای علمی
الفاروقی بیش از ۱۰۰ مقاله در مجلات علمی و ۲۵ کتاب منتشر کرد. او اولین دانشمند مسلمان بود که به استفاده از روش‌های تاریخ دینی در مطالعات بین دینی پرداخت. او در سال ۱۹۷۳، گروه مطالعات اسلامی را در آکادمی آمریکایی دین تأسیس کرد و به عنوان رئیس آن تا ده سال فعالیت داشت. همچنین او در ایجاد برنامه‌های مطالعات اسلامی در دانشگاه‌های جهان اسلامی مانند دانشگاه بین‌المللی اسلامی مالزی نقشی اساسی داشت.

## مرگ
در ماه مه ۱۹۸۶، الفاروقی و همسرش در خانه‌شان در وینکوت، پنسیلوانیا، توسط جوزف لوئیس یانگ، که به یوسف علی معروف بود، به قتل رسیدند. یانگ به جرم خود اعتراف کرد و به اعدام محکوم شد.